# Karlstad
Karlstadt je grad u Švedskoj, središte švedske županije Värmlands. Karlstadt se nalazi na mjestu gdje se najduža rijeka Švedske Klarälven svojom deltom ulijeva u najveće jezero Švedske Vänern. 
Grad ima 58.544 stanovnika (2005).

## Povijest
Na najvećem otočiću Karlstadta u srednjem vijeku se nalazilo mjesto vjećanja i trgovine Tingvalla, koje svoje korijene vuče iz doba Vikinga, otprilike 1000 godina prije Krista. 
Švedski vojvoda Karlo (koji je kasnije postao kralj) je Karlstadtu 5. ožujka 1584.g. dodijelio status grada, darovao gradu dosta zemljšta i učinio ga upravnim središtem regije, a grad je i nazvan po njemu.

## Sport
U gradu se nalazi sjedište Relija Švedska koji je jedna od utrka FIA Svjetskog prvenstva u relija. Färjestads BK je profesionalni klub hokeja na ledu iz Karlstadta. 

## Vanjske poveznice
- Službene internet stranice (šved.)